# Odell (Nuevo Hampshire)
Odell es un municipio ubicado en el condado de Coös en el estado estadounidense de Nuevo Hampshire. En el año 2010 tenía una población de 4 habitantes y una densidad poblacional de 0,03 personas por km².

## Geografía
Odell se encuentra ubicado en las coordenadas 44°44′40″N 71°22′57″O / 44.74444, -71.38250. Según la Oficina del Censo de los Estados Unidos, el municipio tiene una superficie total de 116.99 km², de la cual 115,19 km² corresponden a tierra firme y (1,54 %) 1,8 km² es agua.

## Demografía
Según el censo de 2010, había 4 personas residiendo en Odell. La densidad de población era de 0,03 hab./km². De los 4 habitantes, Odell estaba compuesto por el 75 % blancos, el 25 % eran asiáticos. Del total de la población el 0 % eran hispanos o latinos de cualquier raza.